# Mistrovství Evropy v boxu 1957
XII. (XIV.) mistrovství Evropy v boxu proběhlo na zimním stadiónu Štvanice v Praze, Československo ve dnech 25. května až 2. června 1957. Organizátorem turnaje mistrovství Evropy byla  Association Internationale de Boxe Amateur (AIBA).

## Informace o turnaji
Mistrovství Evropy bylo zahájeno 25. května v 18:30h na pražském zimním stadiónu prezidentem AIBA Francouzem Émile Grémauxem, předsedou rohovnické sekce Jiřím Beranovským a předsedou organizačního výboru mistrovství Evropy Otakarem Beranem. Účastnilo se ho 149 závodníků z 21 zemí:
- Anglie, Belgie, Bulharsko, Německá demokratická republika, Spolková republika Německo, Nizozemsko, Francie, Irsko, Itálie, Rakousko, Polsko, Rumunsko, Skotsko, Maďarsko, Švýcarsko, Sovětský svaz, Finsko, Wales, Turecko, Jugoslávie a domácí Československo

Vážení závodníků probíhalo na Státní ústřední škole bytového průmyslu na Žižkově a losování váhových kategorií v hotelu Flora na Vinohradech.

### Program
- PA 24.05.1957 – příjezd zahraničních účastníků a lékařská prohlídka
- SO 25.05.1957 – dopoledne vážení a losování, od 18:30h slavnostní zahájení, první vyřazovací boje
- NE 26.05.1957 – 10:00h vyřazovací boje, 16:30h odjezd účastníků na fotbalové utkání Československo-Wales, 19:30h vyřazovací boje
- PO 27.05.1957 – 15:30h vyřazovací boje, 19:30h vyřazovací boje
- ÚT 28.05.1957 – 15:30h vyřazovací boje, 19:30h vyřazovací boje
- ST 29.05.1957 – volný den, prohlídka města, 19:00h vědecké symposium lékařů
- ČT 30.05.1957 – 15:30h vyřazovací boje, 19:30h vyřazovací boje
- PA 31.05.1957 – 15:30h první část semifinálových bojů, 19:30h druhá část semifinálových bojů
- SO 01.06.1957 – 20:30h finálové boje a vyhlášení mistrů Evropy
- NE 02.06.1957 – 11:00h slavnostní oběd s kulturním programem a rozdílení čestných cen v Národním klubu, večer odjezd zahraničních účastníků
- PO 03.06.1957 – odjezd zahraničních účastníků[4]

## Československá stopa
V původní únorové nominaci bylo 36 boxerů. Kritériem k pozvánce na závěrečné soustředění od 29. dubna do 24. května v Soběslavi byl výkon na dubnovém mistrovství republiky v Bratislavě. Na soustředění byli pozváni Zdeněk Petřina (T), František Majdloch, Ján Zachara, Viliam Glasa (T), Walter Ivanuš (H), František Vítovec, Jozef Beleš (Ka), Štefan Marciš, Vladimír Reichel (H), Josef Němec (H) a jako náhradníci Michal Gajdoš (Ka), Karel Gold, Rudolf Kuchta (Kr), Jozef Čajka (Ka), Horymír Netuka. Jako sparingpartneři byli pozváni v první skupině Josef Cvek (H), Mikuláš Kóša (Ka), Jozef Tőre (T), Otakar Vraspír (Ka), Jozef Buka (Kr), Rudolf Straka (T), Jozef Šury (H) a Jiří Suchý, od 12. května je vystřídala druhá skupina Ivan Brix, Rudolf Vařák, ? Lupáč (Kr), Bohumil Němeček st. (H), Michal Jarábek, Roman Jeřábek (Kr), Erich Rock (Kr), Jozef Šatan (Ka) a Zdeněk Cipro (Kr), Oldřich Markovič (T). V závorce je uvedena tréninková skupina, ve která se závodník připravoval – (H) Horák, (T) Torma, (Ka) Kamenický, (Kr) Králíček. Konečná nominace byla stanovena 19. května trenérskou radou a schválena 20. května předsednictvem ústřední sekce. 
Soustředění neprobíhalo tradičně podle představ. Boxeři se sjížděli postupně a pomalu. Ještě před příjezdem na soustředění byl z reprezentace vyloučen František Majdloch za výtržnictví v podnapilém stavu – v květnu byl odsouzen k 6 měsíčnímu trestu odnětí svobody. Z rodinných důvodů (narození potomka) se omluvili Ján Zachara, František Vítovec a Štefan Marciš. Pro zranění nepřijeli Karel Gold, Rudolf Vařák, Jiří Suchý a Ivan Brix. Horymír Netuka měl studijní povinnosti. Michal Jarábek na soustředění bez omluvy nedorazil. Olympionik Josef Chovanec již dříve avizoval, že kvůli pracovnímu vytížení se nemůže soustředění účastnit. K nejpilnějším boxerům soustředění patřili Walter Ivanuš, Jozef Beleš a Rudolf Kuchta.
Vedoucí závěrečné přípravy: František Malínský, předseda trenérské rady Eduard Pospíšil, šéftrenér reprezentace: Zdeněk Horák, trenéři (sekundanti): Július Torma, Miloš Králíček, Július Kamenický
Na mistrovství Evropy startovalo za Československo 10 boxerů:
- −51 kg: Zdeněk Petřina (* 1933) z ASD Dukla Praha
- −54 kg: Michal Gajdoš (* 1933) z TJ Spartak Nové Mesto nad Váhom VUMA
- −57 kg: Mikuláš Kóša (* 1936) z VTJ Dukla Kroměříž, startoval náhradník Ján Zachara (* 1928) z TJ Spartak Dubnica nad Váhom
- −60 kg: Viliam Glasa (1933*) z TJ Iskra Bratislava ZM
- −63,5 kg: Walter Ivanuš (* 1933) z TJ Spartak Rýnovice
- −67 kg: Erich Rock (* 1933/34) z TJ Iskra Bratislava ZM
- −71 kg: Jozef Beleš (* 1933) z TJ Iskra Partizánske
- −75 kg: Rudolf Kuchta (* 1937/38) z TJ Spartak ZJŠ Brno
- −81 kg: Zdeněk Cipro (* 1926) z TJ Jiskra Litvínov
- +81 kg: Josef Němec (* 1933) z TJ Slavoj České Budějovice

náhradníci: Josef Cvek z TJ Jiskra Frýdek-Místek, Jozef Buka z TJ Spartak Praha Sokolovo, Ján Zachara z TJ Spartak Dubnica nad Váhom, Jozef Tőre z TJ Spartak Praha Sokolovo, Bohumil Němeček st. z TJ Slavoj České Budějovice, Otakar Vraspír z TJ Spartak Vsetín, Jozef Šury z VTJ Dukla Kroměříž, Jozef Šatan z TJ Iskra Partizanske, Vladimír Reichel z TJ Spartak Martin, Horymír Netuka z ASD Dukla Praha

## Výsledky
| Muži     | Zlato                        | Stříbro                     | Bronz                     | Bronz                   |
| -------- | ---------------------------- | --------------------------- | ------------------------- | ----------------------- |
| –51 kg   | Manfred Homberg (FRG)        | Mircea Dobrescu (ROU)       | Peter Davies (WAL)        | René Libeer (FRA)       |
| –54 kg   | Oleg Grigorijev (URS)        | Gianfranco Piovesani (ITA)  | Peter Goschka (FRG)       | Thomas Morrisey (SCO)   |
| –57 kg   | Dimitar Velinov (BUL)        | Mario Sitri (ITA)           | Kazimierz Boczarski (POL) | Vladimir Safronov (URS) |
| –60 kg   | Kazimierz Paździor (POL)     | Olli Mäki (FIN)             | Horst Herper (FRG)        | John Kidd (SCO)         |
| –63,5 kg | Vladimir Jengibarjan (URS)   | Walter Ivanuš (TCH)         | Ilija Lukić (YUG)         | Zygmunt Milewski (POL)  |
| –67 kg   | Manfred Graus (FRG)          | Leopold Potesil (AUT)       | Jurij Gromov (URS)        | Frederick Tiedt (IRL)   |
| –71 kg   | Nino Benvenuti (ITA)         | Tadeusz Walasek (POL)       | Rolf Caroli (GDR)         | Ivan Sobolev (URS)      |
| –75 kg   | Zbigniew Pietrzykowski (POL) | Dragoslav Jakovljević (YUG) | Karl Schoenberg (FRG)     | Paul Nickel (GDR)       |
| –81 kg   | Gheorghe Negrea (ROU)        | Petar Stankov (BUL)         | László Csabajszky (HUN)   | Zdeněk Cipro (TCH)      |
| +81 kg   | Andrej Abramov (URS)         | Vasile Mariutan (ROU)       | Branislav Davidović (YUG) | Josef Němec (TCH)       |

## Medailová bilance
V boxu se rozdělilo celkem 10 sad medailí.
| Pořadí | Stát                            |       | Muži    | Muži  | Muži | Celkem |
| Pořadí | Stát                            | Zlato | Stříbro | Bronz |      | Celkem |
| ------ | ------------------------------- | ----- | ------- | ----- | ---- | ------ |
| 1.     | Sovětský svaz (URS)             |       | 3       | 0     | 3    | 6      |
| 2.     | Polsko (POL)                    |       | 2       | 1     | 2    | 5      |
| 3.     | Západní Německo (FRG)           |       | 2       | 0     | 3    | 5      |
| 4.     | Itálie (ITA)                    |       | 1       | 2     | 0    | 3      |
| 4.     | Rumunsko (ROU)                  |       | 1       | 2     | 0    | 3      |
| 6.     | Bulharsko (BUL)                 |       | 1       | 1     | 0    | 2      |
| 7.     | Jugoslávie (YUG)                |       | 0       | 1     | 2    | 3      |
| 7.     | Československo (TCH)            |       | 0       | 1     | 2    | 3      |
| 9.     | Finsko (FIN)                    |       | 0       | 1     | 0    | 1      |
| 9.     | Rakousko (AUT)                  |       | 0       | 1     | 0    | 1      |
| 11.    | Skotsko (SCO)                   |       | 0       | 0     | 2    | 2      |
| 11.    | Východní Německo (GDR)          |       | 0       | 0     | 2    | 2      |
| 13.    | Wales (WAL)                     |       | 0       | 0     | 1    | 1      |
| 13.    | Irsko (IRL)                     |       | 0       | 0     | 1    | 1      |
| 13.    | Francie (FRA)                   |       | 0       | 0     | 1    | 1      |
| 13.    | Maďarská lidová republika (HUN) |       | 0       | 0     | 1    | 1      |
| Celkem | Celkem                          |       | 10      | 10    | 20   | 40     |